# Đường cao tốc Yongin–Seoul

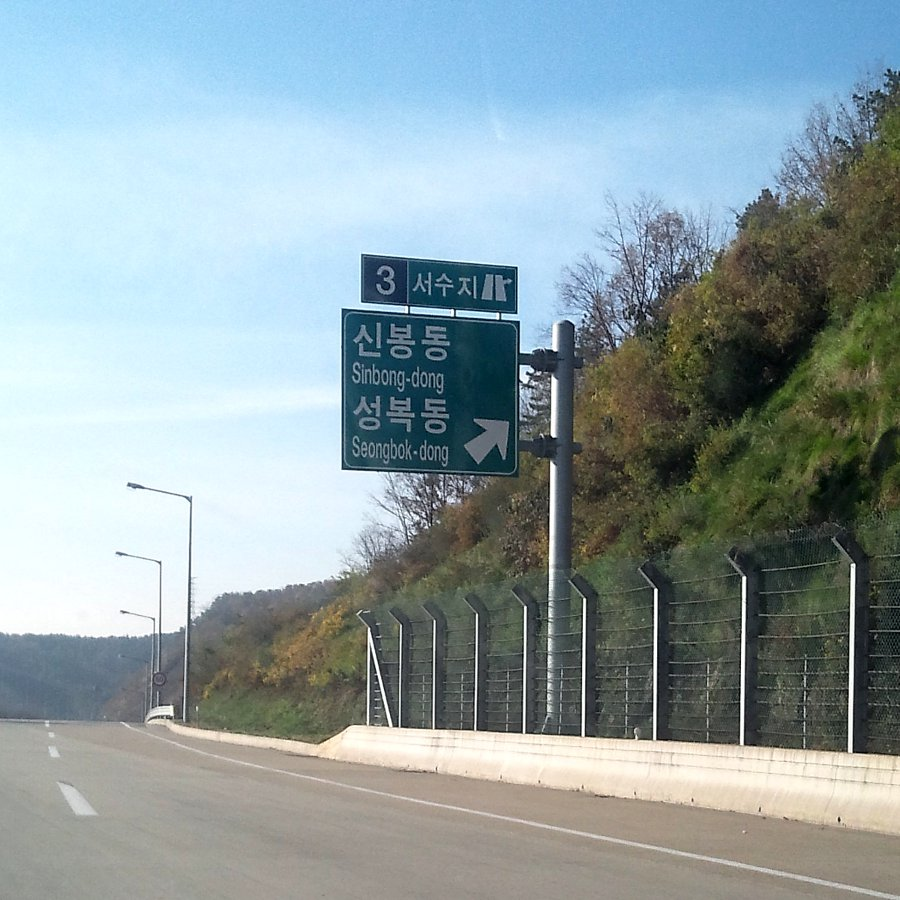
W.Suji IC

Đường cao tốc Yongin–Seoul (tiếng Hàn: 용인서울고속도로, một phần của cao tốc số 171) là một tuyến đường cao tốc ở Hàn Quốc, kết nối Yongin, Gyeonggi và Gangnam-gu, Seoul. Được biết đến với tên gọi không chính thức là Đường cao tốc Gyeongsu (tiếng Hàn: 경수고속도로), đây là đường cao tốc duy nhất ở Hàn Quốc không kết nối trực tiếp với đường cao tốc khác. Mặc dù có cùng số hiệu nhưng nó cũng không được kết nối trực tiếp với Đường cao tốc Osan-Hwaseong. Các kế hoạch đã được thực hiện để kết nối Busan của Đường cao tốc Gyeongbu và Trạm thu phí Geumto phía Yongin.

## Tổng quan

### Số làn đường
- Godeung IC ~ Heonneung IC: 4 làn xe khứ hồi
- Heungdeok IC ~ Godeung IC: 6 làn xe khứ hồi

### Chiều dài
- 22.9 km[3]

### Giói hạn tốc độ
- Tất cả các khu vực tối đa 100 km/h[4]
- Heolleung IC: 60km/h

(80km/h khi trời mưa, 50km/h trên tất cả các đoạn đường khi mưa to (bão), tuyết rơi dày)

### Đường hầm
| Tên hầm       | Vị trí                                             | Chiều dài | Năm hoàn thành | Ghi chú     |
| ------------- | -------------------------------------------------- | --------- | -------------- | ----------- |
| Hầm Gilmajae  | Iui-dong, Yeongtong-gu, Suwon-si, Gyeonggi-do      | 457m      | 2009           | Hướng lên   |
| Hầm Gilmajae  | Iui-dong, Yeongtong-gu, Suwon-si, Gyeonggi-do      | 417m      | 2009           | Hướng xuống |
| Hầm Seongbok  | Seongbok-dong, Suji-gu, Yongin-si, Gyeonggi-do     | 375m      | 2009           | Hướng lên   |
| Hầm Seongbok  | Seongbok-dong, Suji-gu, Yongin-si, Gyeonggi-do     | 410m      | 2009           | Hướng xuống |
| Hầm Dongcheon | Dongcheon-dong, Suji-gu, Yongin-si, Gyeonggi-do    | 435m      | 2009           | Hướng lên   |
| Hầm Dongcheon | Dongcheon-dong, Suji-gu, Yongin-si, Gyeonggi-do    | 475m      | 2009           | Hướng xuống |
| Hầm Gogi      | Gogi-dong, Suji-gu, Yongin-si, Gyeonggi-do         | 895m      | 2009           | Hướng lên   |
| Hầm Gogi      | Gogi-dong, Suji-gu, Yongin-si, Gyeonggi-do         | 890m      | 2009           | Hướng xuống |
| Hầm Hasanun   | Hasanun-dong, Bundang-gu, Seongnam-si, Gyeonggi-do | 1,657m    | 2009           | Hướng lên   |
| Hầm Hasanun   | Hasanun-dong, Bundang-gu, Seongnam-si, Gyeonggi-do | 1,677m    | 2009           | Hướng xuống |
| Hầm Unjung    | Unjung-dong, Bundang-gu, Seongnam-si, Gyeonggi-do  | 815m      | 2009           | Hướng lên   |
| Hầm Unjung    | Unjung-dong, Bundang-gu, Seongnam-si, Gyeonggi-do  | 790m      | 2009           | Hướng xuống |
| Hầm Gosan     | Godeung-dong, Sujeong-gu, Seongnam-si, Gyeonggi-do | 630m      | 2009           | Hướng lên   |
| Hầm Gosan     | Godeung-dong, Sujeong-gu, Seongnam-si, Gyeonggi-do | 560m      | 2009           | Hướng xuống |
| Hầm Godeung   | Godeung-dong, Sujeong-gu, Seongnam-si, Gyeonggi-do | 538m      | 2009           | Hướng lên   |
| Hầm Godeung   | Godeung-dong, Sujeong-gu, Seongnam-si, Gyeonggi-do | 403m      | 2009           | Hướng xuống |
| Hầm Simgok    | Simgok-dong, Sujeong-gu, Seongnam-si, Gyeonggi-do  | 1,205m    | 2009           | Hướng lên   |
| Hầm Simgok    | Simgok-dong, Sujeong-gu, Seongnam-si, Gyeonggi-do  | 1,215m    | 2009           | Hướng xuống |
| Hầm Segok     | Segok-dong, Gangnam-gu, Seoul                      | 1,135m    | 2009           | Hướng lên   |
| Hầm Segok     | Segok-dong, Gangnam-gu, Seoul                      | 1,130m    | 2009           | Hướng xuống |

### Cầu (Bao gồm cả hầm chui)
Heungdeok IC -> Heolleung IC
- Cầu Yeongdeok
- Hầm chui Geumgwang
- Hầm chui Sindae
- Hầm chui Yeosunae
- Hầm chui Dongyeok
- Cầu Sanghyeon
- Cầu Sanghyeon 1
- Cầu Gilmajae
- Cầu Seongbok
- Cầu SeoSuji IC
- Cầu Suji
- Cầu Daejang 1
- Cầu Hasanun
- Cầu Geumto 2
- Cầu Geumto 3
- Cầu Segok
- Cầu Heolleung IC 1
- Cầu Heolleung IC 2
- Cầu Heolleung IC 3

## Nút giao thông · Giao lộ
- IC và JC: Giao lộ, TG: Trạm thu phí, SA: Khu vực dịch vụ.
- Đơn vị đo khoảng cách là km.

| Số                                | Tên                               | Tên                               | Khoảng cách                       | Tổng khoảng cách                  | Kết nối | Vị trí                            | Vị trí                            | Vị trí                            | Ghi chú                                                                                     |
| Số                                | Tiếng Anh                         | Hangul                            | Khoảng cách                       | Tổng khoảng cách                  | Kết nối | Vị trí                            | Vị trí                            | Vị trí                            | Ghi chú                                                                                     |
| Kết nối trực tiếp với tỉnh lộ 311 | Kết nối trực tiếp với tỉnh lộ 311 | Kết nối trực tiếp với tỉnh lộ 311 | Kết nối trực tiếp với tỉnh lộ 311 | Kết nối trực tiếp với tỉnh lộ 311 | Kết nối trực tiếp với tỉnh lộ 311 | Kết nối trực tiếp với tỉnh lộ 311 | Kết nối trực tiếp với tỉnh lộ 311 | Kết nối trực tiếp với tỉnh lộ 311 | Kết nối trực tiếp với tỉnh lộ 311                                                           |
| --------------------------------- | --------------------------------- | --------------------------------- | --------------------------------- | --------------------------------- | --- | --------------------------------- | --------------------------------- | --------------------------------- | ------------------------------------------------------------------------------------------- |
| 1                                 | Heungdeok                         | 흥덕                              | -                                 | 0.00                              | Quốc lộ 42 (Jungbu-daero) Quốc lộ 43 (Bongyeong-ro) Tỉnh lộ 98 (Jungbu-daero) Tỉnh lộ 311 (Dongbu-daero) Heungdeok 3-ro Heungdeokjungang-ro | Gyeonggi-do                       | Yongin-si                         | Yongin-si                         |                                                                                             |
| 2                                 | Gwanggyo-Sanghyeon                | 광교상현                          | 3.20                              | 3.20                              | Quốc lộ 43 (Changryong-daero·Poeun-daero) (Seokseong-ro) (Suwonbukbusunhwan-ro) (Đường cao tốc Yeongdong)                                   | Gyeonggi-do                       | Suwon-si                          | Suwon-si                          | Chỉ được phép vào Seoul và ra Yongin Kết nối gián tiếp với E.Suwon JC gần đó Gwangguo IC cũ |
| 3                                 | W.Suji                            | 서수지                            | 2.10                              | 5.30                              | Seongbok 1-ro | Gyeonggi-do                       | Yongin-si                         | Yongin-si                         | Thanh toán tiền vé khi đi vào hướng Yongin và ra hướng Seoul                                |
| TG                                | W.Suji TG                         | 서수지 요금소                     |                                   |                                   | | Gyeonggi-do                       | Yongin-si                         | Yongin-si                         | Trạm thu phí chính                                                                          |
| 4                                 | W.Bundang(Gogi)                   | 서분당(고기)                      | 5.07                              | 10.37                             | Tỉnh lộ 23 (Daewangpangyo-ro) Tỉnh lộ 334 (Dongmak-ro)                                                                                      | Gyeonggi-do                       | Yongin-si                         | Yongin-si                         |                                                                                             |
| 5                                 | W.Pangyo                          | 서판교                            | 2.83                              | 13.20                             | Tỉnh lộ 57 (Anyangpangyo-ro) | Gyeonggi-do                       | Seongnam-si                       | Seongnam-si                       |                                                                                             |
| TG                                | Geumto TG                         | 금토 요금소                       |                                   |                                   | | Gyeonggi-do                       | Seongnam-si                       | Seongnam-si                       | Trạm thu phí chính                                                                          |
| 5-1                               | Geumto JC                         | 금토 분기점                       | 3.60                              | 16.80                             | Đường cao tốc Gyeongbu | Gyeonggi-do                       | Seongnam-si                       | Seongnam-si                       | Trong trường hợp hướng Yongin, không thể đi vào Đường cao tốc Gyeongbu (hướng Seoul)        |
| 6                                 | Godeung                           | 고등                              | 0.52                              | 17.32                             | Tỉnh lộ 23 (Daewangpangyo-ro) Cheonggyesan-ro                                                                                               | Gyeonggi-do                       | Seongnam-si                       | Seongnam-si                       | Chỉ có thể đi vào hướng Yongin và ra hướng Seoul.                                           |
| 7                                 | Heolleung                         | 헌릉                              | 4.96                              | 22.28                             | Tuyến đường thành phô Seoul số 41 (Heolleung)                                                                                               | Seoul                             | Seocho-gu                         | Gangnam-gu                        |                                                                                             |
|                                   |                                   | Điểm cuối Seoul                   | 0.62                              | 22.90                             | | Seoul                             | Seocho-gu                         | Gangnam-gu                        |                                                                                             |

## Liên kết
- Kyeongsu expressway Corp